# Kamako (république démocratique du Congo)
Kamako est une localité de la province du Kasaï en république démocratique du Congo, située à la frontière entre l'Angola et la république démocratique du Congo.

## Histoire
La ville est touchée par la rébellion Kamwina Nsapu. À partir de 2017, et notamment en février et mai 2019, des réfugiés, qui avaient fui le conflit vers l'Angola à partir de mai 2017, sont refoulés à Kamako,. Leur situation matérielle est très difficile et 23 réfugiés meurent ainsi de faim ou de maladie dans la première moitié du mois d'octobre 2018. Les conditions de vie s'améliorent fin août 2019. En février 2019, au moins 18 des 350 miliciens Kamwina Nsapu regroupés dans la ville après avoir rendu les armes sont tués lorsqu'ils tentent de prendre en otage le président de la communauté tetela.